# Ральф Гонсалвіш
Ральф Еверард Гонсалвіш (англ. Ralph Everard Gonsalves; нар. 8 серпня 1946, Сент-Вінсент) — прем'єр-міністр Сент-Вінсент і Гренадин з 29 березня 2001. Лідер Єдиної лейбористської партії, що утворилася в 1994 році при об'єднанні Лейбористської партії з його Об'єднаним визвольним рухом Юлу (YULIMO). Став прем'єр-міністром замість Арнима Юстейса після перемоги його партії на парламентських виборах у 2001 році, зберіг посаду після наступних виборів в 2005, 2010 і 2015. Його ліві переконання, радикальні економічні реформи та встановлення зв'язків з Венесуелою і Кубою здобули йому прізвисько Товариш Ральф.

## Життєпис
Народився в сім'ї успішного фермера, нащадок вихідців з португальського острова Мадейра. Початкову освіту здобув у католицькій школі в Колонарі, продовжив навчання в середній школі для хлопчиків в Кінгстауні. Закінчив Університет Вест-Індії (кампус Мона на Ямайці) з дипломами бакалавра економіки і магістра державного управління. У 1969 році отримав у своєму університеті премію «Студент року».
У 1974 році він отримав ступінь PhD в Манчестерському університеті. Тема дисертації — «Політична економія профспілок і виробничі відносини в Уганді, 1950—1971 рр.» (Під час написання роботи рік провів в угандійському Університеті Макерере).
У 1980-х отримав статус молодшого баристера при професійної асоціації адвокатів та суддів Грейс-Інн в Лондоні. Протягом 12 років працював адвокатом в Східно-карибському верховному суді при Організації Східно-карибських держав в Кастрі (Сент-Люсія).

## Політична діяльність
Ще під час навчання був активно залучений в політичну діяльність, був президентом Гільдії студентів університету і очолював дискусійний клуб, в 1968 році організував студентський протест проти депортації Уолтера Родні ямайським урядом.
Був активістом Об'єднаного визвольного руху Юлу (YULIMO) марксистсько-ленінського штибу. Коли те в 1979 році об'єдналося з рядом інших соціалістичних організацій в партію «Об'єднане народний рух», в 1979—1982 роках очолював останню.
З 6 грудня 1998 року лідер Єдиної лейбористської партії, що утворилася в 1994 році при об'єднанні Лейбористської партії з його Рухом за національну єдність. Спочатку був депутатом Палати зборів і заступником тодішнього лідера ОЛП Вінсента Бича. 1 жовтня 1999 офіційно очолив парламентську опозицію.

## На чолі уряду
Став прем'єр-міністром замість Арнима Юстейс після перемоги його партії на парламентських виборах у 2001, зберіг посаду після наступних виборів в 2005, 2010 і 2015 роках. Одночасно в 2001—2010 роках очолював міністерства фінансів, планування, економічного розвитку, праці та інформаційних технологій, а з 2005 року — також національної безпеки. У 2010—2015 роках обіймав посади міністра фінансів, економічного планування, національної безпеки, законодавства, енергетики, розвитку морських і аеропортів та у справах Гренадин. З грудня 2015 роки за ним залишилися міністерства фінансів, національної безпеки, законодавства та у справах Гренадин.

## Відносини з Україною
25 вересня 2019 року на полях 74-ї сесії Генеральної Асамблеї ООН Міністр закордонних справ України Вадим Пристайко та ‬Прем'єр-міністр Сент-Вінсент і Гренадин Ральф Гонсалвіш ‪підписали Спільне комюніке про встановлення дипломатичних відносин між Україною та Сент-Вінсент і Гренадинами.‬

## Автор книг
- Книги з економіко-політичного напряму (про Карибський басейн, Африку, профспілковий рух, порівняльна політекономія і питання економічного розвитку) і памфлетів.

## Сім'я
- син — Камілло Гонсалвіш